# Rhamnus xizangensis
Rhamnus xizangensis är en brakvedsväxtart som beskrevs av Yi Ling Chen och P.K. Chou. Rhamnus xizangensis ingår i släktet getaplar, och familjen brakvedsväxter. Inga underarter finns listade i Catalogue of Life.